# Schwedenkiste
Die sogenannte Schwedenkiste ist ein zwanzig Foliobände umfassender Dokumentenbestand, in dem die Papiere von Ernst II. von Sachsen-Gotha-Altenburg, Johann Joachim Christoph Bode und anderen bedeutenden Freimaurern und Illuminaten überliefert sind. Der Name leitet sich von dem Umstand ab, dass die Materialien auf testamentarischen Wunsch des Herzogs nach dessen Tod an die Großloge von Schweden in Stockholm übersandt wurden. Von dort kehrten sie im Januar 1881 nach Gotha zurück.
Die aus dem Nachlass Bodes stammenden Papiere enthalten eine bedeutende Sammlung an Protokollen, Präfekturberichten und Logenreden aus dem Zeitraum zwischen 1776 und 1787. Für die prosopografische Forschung ist insbesondere der zehnte Band von Bedeutung, der Namenslisten und Beitrittserklärungen enthält und die Mitgliedschaft einer Reihe bedeutender Persönlichkeiten der zweiten Hälfte des 18. Jahrhunderts – darunter auch Johann Wolfgang von Goethe – im Illuminatenorden dokumentiert.
1934 wurden die Materialien von der Gestapo beschlagnahmt und von Gotha nach Berlin verbracht. 1945 erbeuteten die Sowjets die Schwedenkiste und überführten sie nach Moskau. Im Jahr 1957 wurden neunzehn der zwanzig Bände an das Zentrale Staatsarchiv der DDR in Merseburg übergeben; allein der zehnte Band mit den Namenslisten und Beitrittserklärungen verblieb in Moskau. Seit 1991 sind die Materialien wieder frei für die Forschung zugänglich. Sie werden als Depositum der Großloge „Zu den drei Weltkugeln“ im Geheimen Staatsarchiv Preußischer Kulturbesitz in Berlin-Dahlem aufbewahrt.